# Jegstrup
Jegstrup is een plaats in de Deense regio Midden-Jutland, gemeente Aarhus, en telt 457 inwoners (2007).